# Arcangelo Pinelli
Arcangelo Giacomo Pinelli (Caltanissetta, 20 marzo 1944) è un ex schermidore italiano, specializzato nel fioretto.
Ha partecipato a 7 edizioni dei Campionati mondiali di scherma assoluti con la nazionale italiana, sempre nella specialità del fioretto ed a 3 edizioni dei Giochi olimpici

## Biografia
Arcangelo Pinelli è stato un atleta del Circolo Della Spada di Venezia, ora Dielleffe Scherma Venezia, sotto la guida del Maestro di scherma Dante Galante. Nella sua carriera conquistò per due volte il titolo italiano assoluto di fioretto nel 1968 e 1969 dopo uno spareggio con il napoletano Pasquale La Ragione, e per una volta anche quello della categoria "Giovani" nel 1963. Nel 1964 vincerà anche una prova del campionato italiano assoluto, piazzandosi al 3º posto della classifica finale dietro a Nicola Granieri e Guido Milanesi.
Prese parte a tre edizioni dei Campionati mondiali di scherma della categoria "Giovani", 1962, 1963 e 1964. In quest'ultima edizione a Budapest ottenne il suo miglior risultato approdando al turno dei quarti di finale.
Partecipò con la nazionale italiana a sette edizioni dei Campionati mondiali di scherma, esordendo a Danzica nel 1963, e ottenendo come migliore risultato individuale il quarto turno nel 1969. Con la squadra giunse al 4º posto nel 1970.
Il suo miglior risultato internazionale lo ottenne nella Universiade di Tokyo nel 1967, dove conquistò la medaglia d'oro nella gara individuale, battendo nel girone finale il francese Daniel Revenu e l'altro italiano Nicola Granieri. Con la squadra giunse alla medaglia d'argento, sconfitti in finale dal Giappone. Partecipò anche all'edizione italiana disputata a Torino nel 1970, dove giunse al 4º posto sia nella gara individuale che in quella a squadre, dove gli azzurri furono sconfitti della finale per il bronzo dall'Ungheria per 9 a 5.
Nel 1967 partecipò ai Giochi del Mediterraneo a Tunisi, collezionando l'ennesimo 4º posto di una lunga ma sfortunata carriera. Nel girone finale giunse dietro all'italiano Nicola Granieri, ai francesi Christian Noël e Pierre Rodocanachi.
Alle Olimpiadi di Tokyo del 1964 prese parte alla sola gara a squadre. In questa edizione Pinelli disputò tutti gli incontri, a cominciare dal primo turno contro l'Australia vinto 13-3 e la Gran Bretagna vinto 9-7. Il giorno successivo venne poi la sconfitta ai quarti di finale dalla Francia per 9 a 5, dove Pinelli vinse due assalti e venne sconfitto dal solo Jean-Claude Magnan. La nazionale italiana venne relegata negli assalti di classificazioni per il 5º posto dove venne nuovamente sconfitta dalla Repubblica Federale Tedesca, terminando al 7º posto.
Nei giochi del 1968 a Città del Messico, disputò entrambi i concorsi. Nella gara individuale venne eliminato nel girone del secondo turno, mentre nella gara a squadre gli azzurri vinsero un solo incontro in tutta la gara, quello con la nazionale irlandese per 15-1, vennero poi sconfitti dalla Repubblica Federale Tedesca per 9-1, quindi nel girone di semifinale vennero sconfitti dalla Romania per 8-7 e dall'Ungheria per 9-4.
Nell'olimpiade del 1972 a Monaco di Baviera venne eliminato al primo turno nella gara individuale, così come con la squadra dove incappò nelle sconfitte con Repubblica Federale Tedesca e Polonia.

## Palmarès
In carriera ha ottenuto i seguenti risultati:

### Universiadi
Individuale
- Oro nel fioretto a Tokyo 1967

A squadre
- Argento nel fioretto a Tokyo 1967

### Campionati italiani
Individuale
- Oro nel fioretto nel 1968
- Oro nel fioretto nel 1969
- Bronzo nel fioretto nel 1964

A squadre